# Grace Elliott

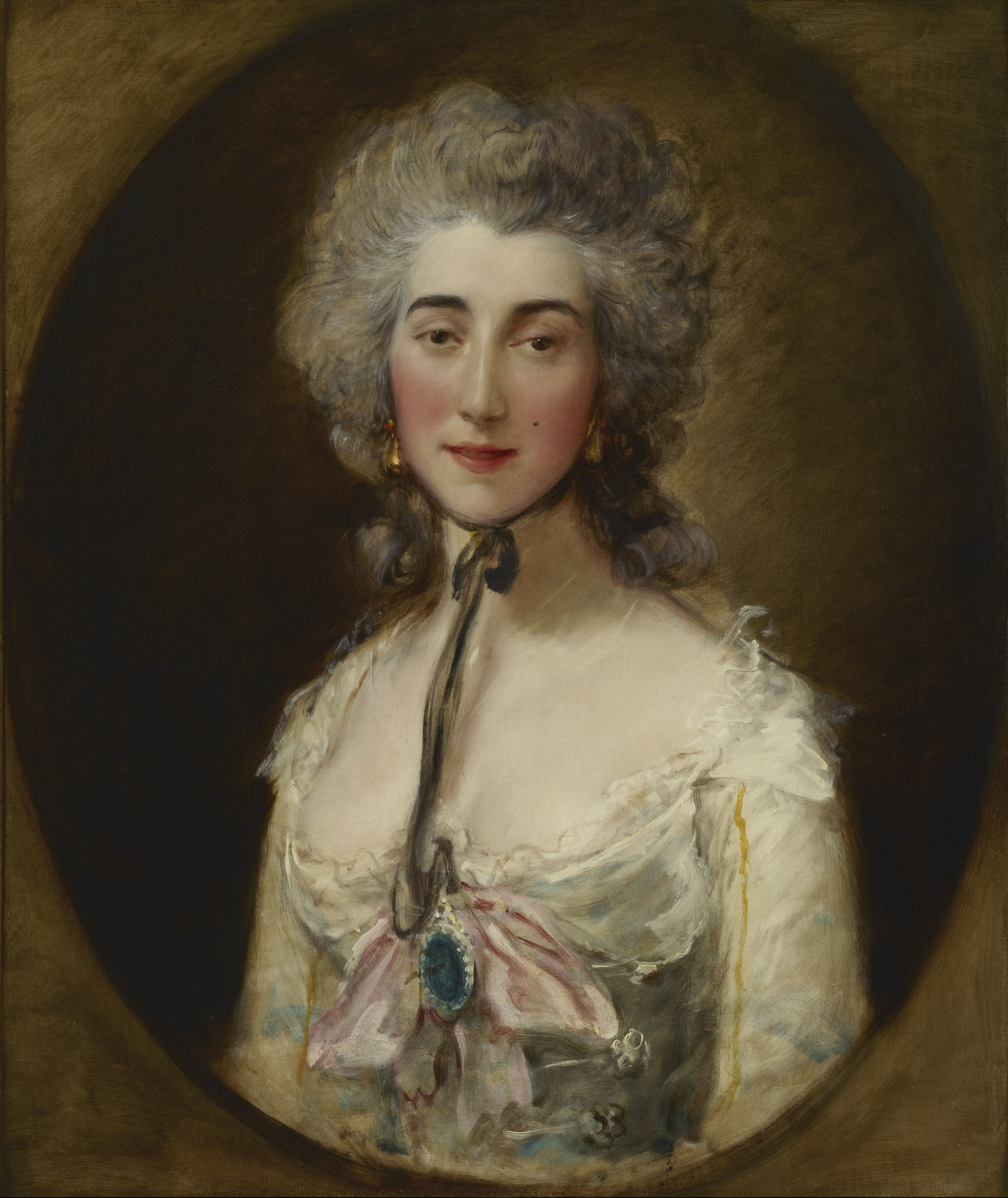
Brustbild von Thomas Gainsborough, etwa 1782.

Grace Dalrymple, Lady Elliott (* um 1754 in Edinburgh; † 16. Mai 1823 in Ville-d’Avray) war eine schottische Kurtisane, die in Paris Augenzeugin der Französischen Revolution wurde. Sie war die Mätresse des späteren Königs Georg IV. und des Herzogs von Orléans.

## Leben

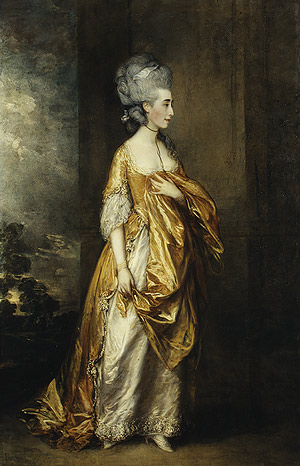
Ganzfiguriges Porträt von Thomas Gainsborough, 1778.

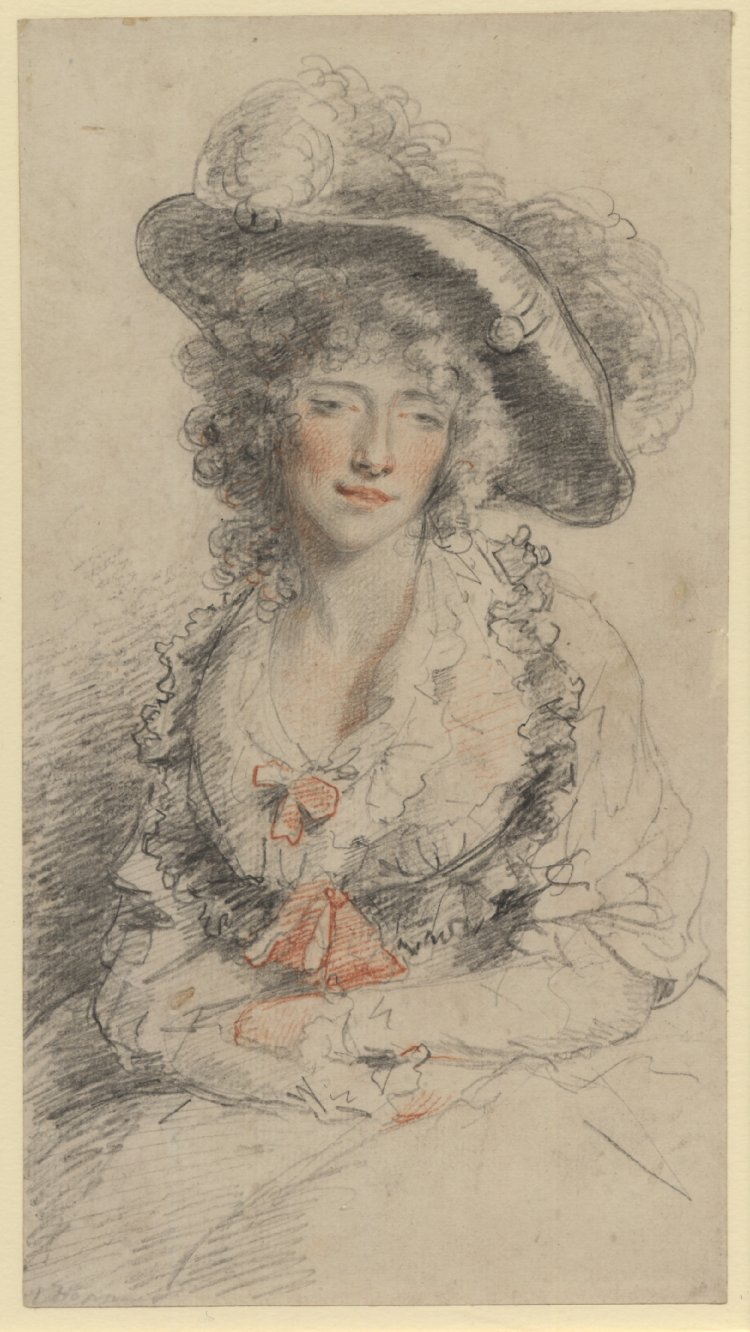
Kreidezeichnung von John Hoppner, die wahrscheinlich Grace Elliott zeigt.

Grace war die jüngste Tochter von Grisel Craw und dem Edinburgher Rechtsanwalt Hew Dalrymple, die sich trennten, als sie noch ein Kind war. Ihre Erziehung erhielt sie in einem französischen Kloster. Später wurde sie in die Gesellschaft eingeführt. Schön und intelligent, schlug sie die Laufbahn einer Kurtisane ein.
1771 heiratete sie in London den Arzt Sir John Elliott. 1774 floh sie mit Arthur Annesley, 8. Viscount Valentia (dem späteren 1. Earl of Mountnorris), nach Edinburgh. Die Ehe wurde geschieden, und sie bekam eine Abfindung von 12 000 Pfund. Kurze Zeit später brachte ihr Bruder sie in ein Kloster in Frankreich. George Cholmondeley, 4. Earl of Cholmondeley (der spätere 1. Marquess of Cholmondeley), holte sie zurück nach London. Dort wurde sie die Geliebte einiger der vornehmsten und reichsten Männer des Königreichs. 1782 gebar sie eine Tochter, als deren Vater unter anderen der Prince of Wales, der spätere König Georg IV., in Frage kommt.
1784 wurde Lady Elliott dem Herzog von Orléans, einem Cousin des französischen Königs Ludwig XVI., vorgestellt. Die beiden begannen eine Affäre, und er nahm sie 1786 mit nach Frankreich. Ihre Liaison ging zu Ende, als die Revolution begann. Obwohl Grace missbilligte, dass sich der Herzog unter dem Namen Philippe Égalité am Umsturz beteiligte, blieben sie Freunde. Nach dem Tuileriensturm und der Verhaftung der Königsfamilie floh Grace in ihr Landhaus in Meudon. Sie kehrte aber auf Bitten einer Freundin nach Paris zurück, um einen Überlebenden der Septembermorde aus der Stadt zu holen. Wie sich herausstellte, war dieser (der Gouverneur der Tuilerien Champcenetz) ein Feind des Herzogs. Trotzdem verhalf ihm Orléans zur Flucht nach England. Später wurde Lady Elliott wegen Sympathien für die Konterrevolution verhaftet, entging aber im Gegensatz zum Herzog der Guillotine. Nach dem Sturz Robespierres zog sie sich auf ihr Anwesen in der Nähe von Ville-d’Avray zurück, wo sie als wohlhabende Frau starb.

## Tagebuch
Ihr posthum veröffentlichtes Journal of my Life During the French Revolution (Tagebuch meines Lebens während der Französischen Revolution) soll von ihrer Enkelin zensiert und vom Herausgeber ausgeschmückt worden sein. Vieles darin ist Phantasie.

## Verfilmung
Der 2001 entstandene Film L’anglaise et le duc (Die Lady und der Herzog) von Éric Rohmer (Drehbuch und Regie) mit Lucy Russell und Jean-Claude Dreyfus in den Hauptrollen folgt dem Journal, scheint aber – dank dem Beizug eines Historikers und zeitgenössischer Bildquellen – ein relativ zutreffendes Bild der Ereignisse und der Epoche zu vermitteln.